# Estońska Partia Lewicowa
Estońska Partia Lewicowa (Eesti Vasakpartei, EVP) – estońska partia polityczna o orientacji lewicowej. Powstała w 1997 roku pod nazwą Estońska Socjaldemokratyczna Partia Pracy. W 2003 roku nie uzyskała mandatów w wyborach parlamentarnych. W 2004 roku zmieniła nazwę na Estońska Partia Lewicowa. W 2007 roku w wyborach parlamentarnych zdobyła 607 głosów (0,1%), nie uzyskując ani jednego mandatu w Riigikogu. W 2008 roku połączyła się z Partią Konstytucyjną i utworzyła Zjednoczoną Estońską Partię Lewicy.

## Weblink
- Estońska Partia Lewicowa. esdtp.ee. [zarchiwizowane z tego adresu (2008-07-30)]. (web.archive.org)